# Magic Valongo
MagicValongo é um festival internacional de ilusionismo, que se realiza em Portugal, no Concelho de Valongo.
Tem sido constantemente palco de actuações, enquanto convidados, de vários campeões do mundo em diversas modalidades de magia e, por outro lado, tem-se apresentando como um importante elemento de divulgação da magia, de congregação ibérica de mágicos e como local privilegiado de descoberta, lançamento e promoção de novos talentos. Realiza-se anualmente em Setembro e compreende várias vertentes, nomeadamente, concursos, galas com convidados, conferências, feira mágica, shows de rua.
É institucionalmente realizado por uma associação do mesmo nome - MagicValongo, instituição que é membro efectivo da FISM, com o apoio da Câmara Municipal de Valongo, e organizado por uma experiente e qualificada comissão presidida por António Cardinal e composta ainda por Fernando Castro, Salazar Ribeiro e Manuel Alves contando-se ainda um conjunto de vários colaboradores. Os membros da comissão organizadora detêm décadas dedicadas à arte do ilusionismo, nomeadamente enquanto mágicos mas também nas qualidades de conferencistas, dirigentes associativos no âmbito da magia, membros de júris da especialidade e autores. Alguns dos membros estiveram anteriormente ligados a organizações como MagicPorto, Festival de São João Bosco e Festival Internacional da Figueira da Foz.
O MagicValongo vem contando com participações de mágicos nomeadamente nas qualidades de convidados, conferencistas e concorrentes provenientes de Espanha, E.U.A., China, França, Argentina, Alemanha, Macau, Holanda, Brasil, Suécia, Japão, Timor Leste, Bélgica, entre tantos mais. Têm ainda participado na feira mágica anual dezenas de stands representativos de casas mágicas provenientes de vários pontos da Europa, da Ásia e das Américas. Regista-se ainda a habitual participação de associações estrangeiras acreditadas pela F.I.S.M., e ainda inclusive a participação oficial de vários dirigentes daquela federação mundial de magia.
De entre os convidados ao longo destes 20 anos ininterruptos conta-se ainda um elevado número de ilusionistas premiados pela FISM, incluindo vários vencedores do galardão Grand Prix e campeões do mundo: Pilou, Henry Evans, Hélder Guimarães, Juan Mayoral, Norbert Ferré, Soma, Marc Oberon, Mathieu Bich, Jason Latimer, MagoMigue,Kenji Minemura, Mask,Junge Junge, Topas, Lennart Green, Vic & Fabrini, Michael Ammar, Camilo e Pavel. Para além disso, vários outros premiados preencheram os elencos das várias edições deste evento. Confira-se nas ligações externas para a FISM abaixo indicadas.
Em Setembro Valongo tem mais Magia!... e assim se faz história há 20 anos.